# Rossinyol gorjanegre
El rossinyol gorjanegre (Calliope obscura) és una espècie d'ocell de la família dels muscicàpids (Muscicapidae). Es reprodueix al centre-nord de la Xina, però les seves zones d'hivernada són incertes. S'ha registrat com a hivernant al nord-oest de Tailàndia. El seu hàbitat natural són els boscos de bambú dins dels boscos de coníferes a altituds de 3.000 a 3.400 metres. Està amenaçat per la pèrdua d'hàbitat i el seu estat de conservació es considera de vulnerable.